# Brayton (Iowa)
Brayton es una ciudad situada en el Condado de Audubon, en el estado de Iowa, Estados Unidos. Según el censo de 2010 tenía una población de 128 habitantes.

## Geografía
Según la Oficina del Censo de los Estados Unidos, la localidad tiene un área total de 1,6 km², la totalidad de los cuales 1,6 km² corresponden a tierra firme.

## Demografía
Según el censo de 2010, había 128 personas residiendo en la localidad. La densidad de población era de 80 hab./km². Había 70 viviendas con una densidad media de 43,75 viviendas/km². El 98,44% de los habitantes eran blancos y el 1,56% pertenecía a dos o más razas. El 0,78% de la población eran hispanos o latinos de cualquier raza.